# 丹羽厚悦
丹羽 厚悦（にわ こうえつ、1930年〈昭和5年〉8月12日 - 2023年〈令和5年〉6月23日）は、日本の銀行家。元山形銀行頭取。

## 来歴・人物
山形県山形市出身。福島経済専門学校（のち福島大学経済学部、現在の同大学人文社会学群経済経営学類）卒業後、両羽銀行（現在の山形銀行）入行。
1993年（平成5年）、8年あまり頭取を務めた三浦新の後任として昇格する。これは戦後初めて、創業家である三浦家、長谷川家以外での頭取就任となった。
2005年（平成17年）には在任12年を迎えたこと、じゅうだん会による新システムも稼動となったことから、長谷川吉茂専務に大政奉還し顧問に退いた。その堅実な経営手腕には定評があった。
山形商工会議所副会頭を歴任したほか、多年に亘る地域経済発展に対する功労に三浦記念賞、2006年（平成18年）には旭日小綬章が授与された。
元山形県知事の髙橋和雄とは旧制山形中学校（現在の山形県立山形東高等学校）時代の同級生で、親友であり支持者でもあった。のちに髙橋の後任となる齋藤弘が山形銀行に入行後1年余りで退行し、2005年（平成17年）の山形県知事選挙に立候補した際、「寝耳に水で信義則に反する。相談も受けていない。」と不快感を記者会見で表明した。
2023年6月23日、腎盂がんのため、死去。92歳没。死没日付をもって従四位に叙された。

## 略歴
- 1948年（昭和23年） - 旧制山形県立山形中学校　(現・山形県立山形東高等学校)卒業[7]。
- 1951年（昭和26年） - 福島経済専門学校（現・福島大学人文社会学群経済経営学類 - 旧経済学部）卒業後、両羽銀行（1965年（昭和40年）、山形銀行に改称）入行。以降、東根、十日町各支店長、総合企画部、人事部各部長等を歴任。
- 1977年（昭和52年） - 取締役人事部長委嘱。
- 1979年（昭和54年） - 常務取締役。
- 1985年（昭和60年） - 専務取締役。
- 1993年（平成5年） - 頭取。
- 2005年（平成17年） - 顧問。
- 2023年（令和5年）- 死去。